# Tuvaluanska köket

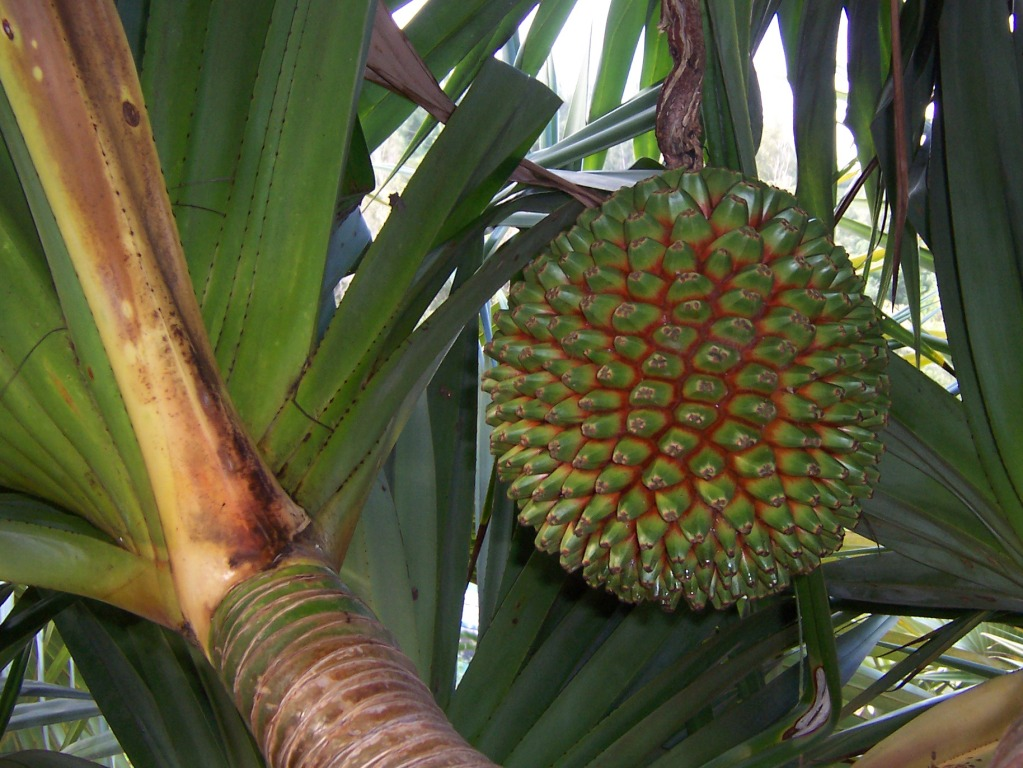
Frukten Pandanus, vanlig på Tuvalu.

Tuvaluanska köket består huvudsakligen av enkla, bastanta rätter med influenser från det forna brittiska kolonialväldet med huvudvaror som fisk, särskilt färsk tonfisk, hummer och krabba som ofta serveras med ångkokt ris. Taro, brödfrukter, kokbananer och andra grönsaker är populär kost. Kyckling och fläskkött är också vanligt. Lokalt odlas kokosnötter, bananer, papayor, pulaka och pandanus. Mjöl är en viktig importvara.
Varje dag äter man två till tre mål mat.
Efterrätter görs huvudsakligen på kokosmjölk. Andra sorters animaliska mjölkprodukter används mycket i maten.
Fruktjuice, kokosmjölk och olika läskedrycker samt te är vanliga drycker. Kranvattnet bör inte drickas på Tuvalu.